# MS Sinfra

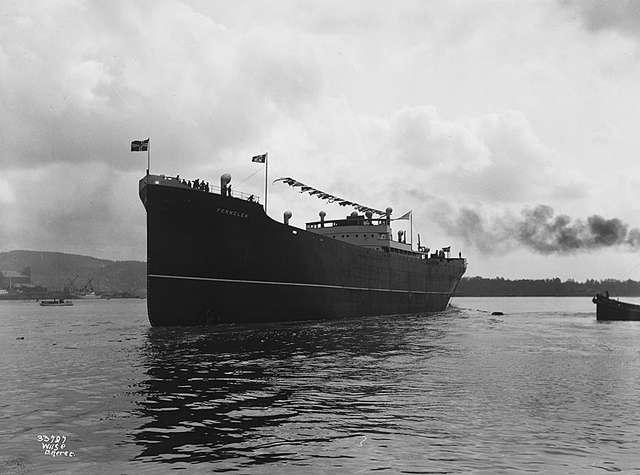
MS Sinfra

Sinfra era um navio de carga construído em 1929 por Akers Mekaniske Verksted em Oslo, Noruega, para uma companhia de navegação norueguesa. O navio foi vendido a proprietários suecos em 1934 e a uma empresa francesa em 1939, tendo na última ocasião o seu nome alterado para Sinfra.
Sinfra foi confiscado pelas autoridades alemãs em 1942, e usado por eles no Mediterrâneo. Em 19 de outubro de 1943, Sinfra foi bombardeado e afundado por aviões aliados ao norte da Baía de Souda, Creta. Cerca de 2 000 pessoas foram mortas no naufrágio, a maioria sendo prisioneiros de guerra italianos.